# NGC 136
NGC 136 este un roi deschis situat în constelația Cassiopeia. A fost descoperit în 26 noiembrie 1788 de către William Herschel.